# Мистичі
Ми́стичі — село в Україні, у Яворівському районі Львівської області. Населення становить 342 особи. Орган місцевого самоврядування - Мостиська міська рада.